# Curepipe
Curepipe – miasto na Mauritiusie, czwarte co do wielkości miasto kraju. Znajduje się w środkowej części wyspy Mauritius. W 2014 roku miasto zamieszkiwało 79 172 ludzi.
W mieście ma siedzibę Mauritius Broadcasting Corporation (MBC), znajduje się też tutaj stadion – New George V Stadium. Ośrodek przetwórstwa herbaty; w pobliżu punkt widokowy z krateru wygasłego wulkanu Trou aux Cerfs.